# Браунстин, Кэрри
Кэ́рри Рэ́йчел Бра́унстин (англ. Carrie Rachel Brownstein; род. 27 сентября 1974) — американская актриса, писательница, режиссёр и музыкант. Широко известна как гитарист и вокалист группы Sleater-Kinney. Начиная с 2010 года участвовала в группе Wild Flag. Они выпустили свой одноимённый дебютный альбом в сентябре 2011 года.
Совместно с Фредом Армисеном Браунстин также является создательницей комедийного скетч-шоу «Портландия», которое принесло ей премию Пибоди и девять номинаций на премию «Эмми».

## Ранние годы
Браунстин родилась в Сиэтле, штат Вашингтон, и выросла в Редмонде, в еврейской семье. Её мать страдала от анорексии и ушла из семьи, когда Браунстин было 14 лет. Она воспитывалась отцом, корпоративным юристом, который в 1998 году признался в своей гомосексуальности. У неё есть младшая сестра, Стейси.
Училась в школе Лейк-Вашингтон в Керкленде в штате Вашингтон. Потом перешла в Школу Оверлейк, которую и окончила.
Кэрри начала играть на гитаре в 15 лет, училась у Джереми Иника. Позже она рассказала: 

Он жил по соседству со мной, так что я решила прогуляться к нему со своей гитарой. Он показал мне пару открытых аккордов, и я просто запомнила их. Я прошла через столько этапов, как ребёнок со своими интересами, что мои родители остановились на гитаре. Так [инструмент] оказался [первой] вещью, на которую я должна была копить свои деньги — и может быть, это причина того, что я осталась с этим инструментом.Оригинальный текст (англ.)He lived in the neighborhood next to mine, so I would just walk my guitar over to his house. He showed me a couple of open chords and I just took it from there. I'd gone through so many phases as a kid with my interests that my parents put their foot down with guitar. So [the instrument] ended up being the [first] thing that I had to save up my own money for – and maybe that was the whole reason that I actually stuck with it.
После школы Кэрри поступила в Университет Западного Вашингтона до ухода в Колледж Вечнозелёного штата, где она познакомилась с Корин Такер, Кэтлин Ханной, Тоби Вэйл, и Беккой Алби. Кэрри, Алби и CJ Phillips создали группу Excuse 17, и часто гастролировали с группой Корин Heavens to Betsy. Обе группы попали в сборник Free to Fight. Позже, вместе с Такер, она сформировала группу Sleater-Kinney, как сайд-проект, а позже выпустила с группой Cypher in the Snow совместный сингл Free to Fight.
Браунстин окончила Колледж Вечнозелёного штата с образованием социолингвиста, и жила в Олимпии в штате Вашингтон три года, после чего переехала в Портленд в штате Орегон.

## Музыкальная карьера

### Excuse 17
Во время учёбы в Колледже Вечнозелёного штата Кэрри образовала вместе с CJ Филлипсом и Беккой Алби группу Excuse 17, один из пионерских коллективов движения riot grrrl в Олимпии (штат Вашингтон), которое играло важную роль в третьей волне феминизма.

### Sleater-Kinney
После распада Excuse 17 и Heavens to Betsy, Рейчел и Корин сконцентрировались на группе Sleater-Kinney. Они записали свой первый одноимённый альбом во время поездки в Австралию в начале 1994 года, где они вдвоём отпраздновали выпуск Корин из Колледжа Вечнозелёного штата (Кэрри тогда была ещё на третьем курсе). Альбом был выпущен весной следующего года. Они записали и гастролировали с разными ударниками, пока Джанет Вайсс не присоединилась к группе в 1996 году. После их одноимённого дебюта, они выпустили шесть студийных альбомов, прежде чем уйти на перерыв в 2006 году. В 2012 в интервью с DIY magazine Кэрри сказала, что Sleater-Kinney ещё будут играть в будущем. 20 октября 2014 года Грейс написала в Twitter, что Sleater-Kinney 20 января 2015 года выпустят новый альбом, No Cities to Love, и что будет тур в начале 2015 года. В то же время было сделано объявление о том, что они выпустили видеоклип на первый сингл с альбома. Сингл Bury Our Friends доступен для MP3-скачивания.